# Podlavické výmole
Podlavické výmole je chráněný areál v oblasti Poľana na Slovensku.
Nachází se v katastrálním území města Banská Bystrica v okrese Banská Bystrica v Banskobystrickém kraji. Území bylo vyhlášeno či novelizováno v roce 1998 na rozloze 26,7700 ha. Ochranné pásmo nebylo stanoveno.